# Liste des Premiers ministres d'Australie
Pour un article plus général, voir Premier ministre d'Australie.

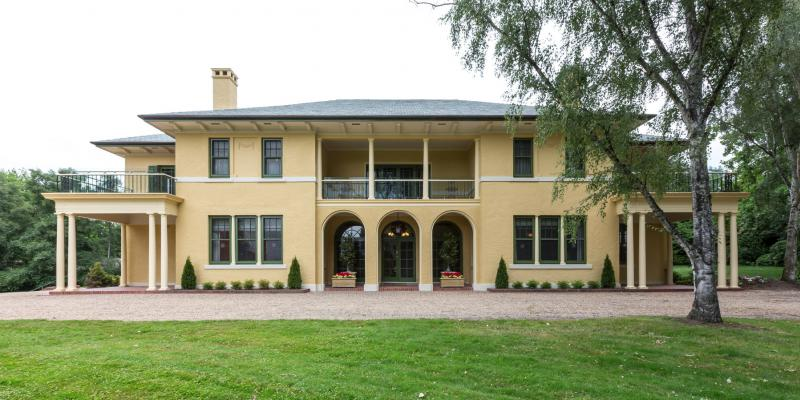
The Lodge, la résidence officielle du Premier ministre.

Cet article dresse la liste des Premiers ministres de l'Australie. Trente et une personnes — trente hommes et une femme — ont occupé la fonction depuis sa création en 1901. Le rôle du Premier ministre n'est pas mentionné dans la Constitution du pays. Il est nommé par le gouverneur général et dirige le gouvernement australien et le cabinet, avec le soutien de la majorité de la Chambre des représentants.
Les élections fédérales ont lieu tous les trois ans, bien que le Premier ministre puisse les convoquer de manière anticipée. Ce dernier n'a pas de mandat fixe et reste généralement en fonction jusqu'à la fin du mandat de la Chambre des représentants, à moins qu'il ne perde sa majorité ou qu'il ne soit remplacé par le chef de son parti. Trois anciens Premiers ministres ont perdu la majorité à la Chambre — Alfred Deakin à deux reprises, George Reid et Andrew Fisher —, six ont démissionné à la suite d'un changement de chef — John Gorton, Bob Hawke, Kevin Rudd, Julia Gillard, Tony Abbott et Malcolm Turnbull — et trois sont morts en fonction — Joseph Lyons, John Curtin et Harold Holt, qui a disparu et est présumé mort. Deux Premiers ministres ont également perdu leur fonction lors d'une élection à double dissolution, c'est-à-dire des élections anticipées où l'ensemble du Sénat est renouvelé au lieu de la moitié pour résoudre les blocages entre les deux chambres du Parlement. Il s'agit de Joseph Cook en 1914 et de Malcolm Fraser en 1983. Enfin, en 1975, Gough Whitlam est démis de ses fonctions par le gouverneur général lors d'une crise constitutionnelle.
Depuis la création en 1901, trente hommes et une femme ont exercé la fonction. Robert Menzies et Kevin Rudd ont effectué deux mandats non consécutifs, tandis qu'Alfred Deakin et Andrew Fisher ont effectué trois mandats non consécutifs. Le mandat de Frank Forde, avec sept jours d'exercice en 1945, est le plus court mandat de Premier ministre de l'histoire australienne, à l'inverse Robert Menzies détient le plus long mandat, avec dix-huit ans répartis sur deux périodes non consécutives.
L'actuel titulaire est Anthony Albanese depuis le 23 mai 2022. Il y a actuellement sept anciens Premiers ministres en vie. Le plus récemment décédé est Bob Hawke, le 16 mai 2019.

## Liste des titulaires
La liste indique les titulaires de la fonction de Premier ministre par ordre chronologique depuis 1901 avec Edmund Barton. La circonscription indiquée dans le tableau est celle où le Premier ministre est élu à la Chambre des représentants quand il est en fonction, le tableau ne prend pas en compte les changements de circonscriptions postérieurs ou ultérieurs à son mandat. Le nom de l'État ou du territoire de la circonscription est indiqué de manière abrégée entre parenthèses.
| No   | Portrait         | Titulaire (Naissance-mort) Circonscription                                                                                 | Mandat            | Mandat                              | Mandat                     | Parti politique              | Parti politique          | Élection | Gouv. | Réf.   |
| No   | Portrait         | Titulaire (Naissance-mort) Circonscription                                                                                 | Début             | Fin                                 | Durée                      | Parti politique              | Parti politique          | Élection | Gouv. | Réf.   |
| ---- | ---------------- | --- | ----------------- | ----------------------------------- | -------------------------- | ---------------------------- | ------------------------ | -------- | ----- | ------ |
| 1    | Edmund Barton    | Edmund Barton (1849-1920) Hunter (NSW)                                                                                     | 1er janvier 1901  | 24 septembre 1903                   | 2 ans, 8 mois et 23 jours  |                              | Protectionniste          | 1901     | •     | [ 1 ]  |
| 2    | Alfred Deakin    | Alfred Deakin (1856-1919) Ballarat (Vic)                                                                                   | 24 septembre 1903 | 27 avril 1904                       | 7 mois et 3 jours          |                              | Protectionniste          | —        | I     | [ 2 ]  |
| 2    | Alfred Deakin    | Alfred Deakin (1856-1919) Ballarat (Vic)                                                                                   | 24 septembre 1903 | 27 avril 1904                       | 7 mois et 3 jours          | 1903                         | Protectionniste          |          | I     | [ 2 ]  |
| 3    | Chris Watson     | Chris Watson (1867-1941) Bland (NSW)                                                                                       | 27 avril 1904     | 18 août 1904                        | 3 mois et 22 jours         |                              | Travailliste             | —        | •     | [ 3 ]  |
| 4    | George Reid      | George Reid (1845-1918) Sydney Est (NSW)                                                                                   | 18 août 1904      | 5 juillet 1905                      | 10 mois et 17 jours        |                              | Free Trade               | —        | •     | [ 4 ]  |
| (2)  | Alfred Deakin    | Alfred Deakin (1856-1919) Ballarat (Vic)                                                                                   | 5 juillet 1905    | 13 novembre 1908                    | 3 ans, 4 mois et 8 jours   |                              | Protectionniste          | —        | II    | [ 2 ]  |
| (2)  | Alfred Deakin    | Alfred Deakin (1856-1919) Ballarat (Vic)                                                                                   | 5 juillet 1905    | 13 novembre 1908                    | 3 ans, 4 mois et 8 jours   | 1906                         | Protectionniste          |          | II    | [ 2 ]  |
| 5    | Andrew Fisher    | Andrew Fisher (1862-1928) Wide Bay (Qld)                                                                                   | 13 novembre 1908  | 2 juin 1909                         | 6 mois et 20 jours         |                              | Travailliste             | —        | I     | [ 5 ]  |
| (2)  | Alfred Deakin    | Alfred Deakin (1856-1919) Ballarat (Vic)                                                                                   | 2 juin 1909       | 29 avril 1910                       | 10 mois et 27 jours        |                              | Libéral                  | —        | III   | [ 2 ]  |
| (5)  | Andrew Fisher    | Andrew Fisher (1862-1928) Wide Bay (Qld)                                                                                   | 29 avril 1910     | 24 juin 1913                        | 3 ans, 1 mois et 26 jours  |                              | Travailliste             | 1910     | II    | [ 5 ]  |
| 6    | Joseph Cook      | Joseph Cook (1860-1947) Parramatta (NSW)                                                                                   | 24 juin 1913      | 17 septembre 1914                   | 1 an, 2 mois et 24 jours   |                              | Libéral                  | 1913     | •     | [ 6 ]  |
| (5)  | Andrew Fisher    | Andrew Fisher (1862-1928) Wide Bay (Qld)                                                                                   | 17 septembre 1914 | 27 octobre 1915                     | 1 an, 1 mois et 10 jours   |                              | Travailliste             | 1914     | III   | [ 5 ]  |
| 7    | Billy Hughes     | Billy Hughes (1862-1952) Sydney Ouest (NSW) (jusqu'en 1917) Bendigo (Vic) (1917-1922) Sydney Nord (NSW) (à partir de 1922) | 27 octobre 1915   | 14 novembre 1916                    | 7 ans, 3 mois et 13 jours  |                              | Travailliste             | —        | I     | [ 7 ]  |
| 7    | Billy Hughes     | Billy Hughes (1862-1952) Sydney Ouest (NSW) (jusqu'en 1917) Bendigo (Vic) (1917-1922) Sydney Nord (NSW) (à partir de 1922) | 14 novembre 1916  | 17 février 1917                     | 7 ans, 3 mois et 13 jours  |                              | Travailliste national    | —        | II    | [ 7 ]  |
| 7    | Billy Hughes     | Billy Hughes (1862-1952) Sydney Ouest (NSW) (jusqu'en 1917) Bendigo (Vic) (1917-1922) Sydney Nord (NSW) (à partir de 1922) | 17 février 1917   | 9 février 1923                      | 7 ans, 3 mois et 13 jours  |                              | Nationaliste             | —        | III   | [ 7 ]  |
| 7    | Billy Hughes     | Billy Hughes (1862-1952) Sydney Ouest (NSW) (jusqu'en 1917) Bendigo (Vic) (1917-1922) Sydney Nord (NSW) (à partir de 1922) | 17 février 1917   | 9 février 1923                      | 7 ans, 3 mois et 13 jours  | 1917                         | Nationaliste             | IV       |       | [ 7 ]  |
| 7    | Billy Hughes     | Billy Hughes (1862-1952) Sydney Ouest (NSW) (jusqu'en 1917) Bendigo (Vic) (1917-1922) Sydney Nord (NSW) (à partir de 1922) | 17 février 1917   | 9 février 1923                      | 7 ans, 3 mois et 13 jours  | 1919                         | Nationaliste             | V        |       | [ 7 ]  |
| 8    | Stanley Bruce    | Stanley Bruce (1883-1967) Flinders (Vic)                                                                                   | 9 février 1923    | 22 octobre 1929                     | 6 ans, 8 mois et 13 jours  |                              | Nationaliste (Coalition) | 1922     | I     | [ 8 ]  |
| 8    | Stanley Bruce    | Stanley Bruce (1883-1967) Flinders (Vic)                                                                                   | 9 février 1923    | 22 octobre 1929                     | 6 ans, 8 mois et 13 jours  | 1925                         | Nationaliste (Coalition) | II       |       | [ 8 ]  |
| 8    | Stanley Bruce    | Stanley Bruce (1883-1967) Flinders (Vic)                                                                                   | 9 février 1923    | 22 octobre 1929                     | 6 ans, 8 mois et 13 jours  | 1928                         | Nationaliste (Coalition) | III      |       | [ 8 ]  |
| 9    | James Scullin    | James Scullin (1876-1953) Yarra (Vic)                                                                                      | 22 octobre 1929   | 6 janvier 1932                      | 2 ans, 2 mois et 15 jours  |                              | Travailliste             | 1929     | •     | [ 9 ]  |
| 10   | Joseph Lyons     | Joseph Lyons (1879-1939) Wilmot (Tas)                                                                                      | 6 janvier 1932    | 7 avril 1939 (mort en fonction)     | 7 ans, 3 mois et 1 jour    |                              | United Australia         | 1931     | I     | [ 10 ] |
| 10   | Joseph Lyons     | Joseph Lyons (1879-1939) Wilmot (Tas)                                                                                      | 6 janvier 1932    | 7 avril 1939 (mort en fonction)     | 7 ans, 3 mois et 1 jour    | 1934                         | United Australia         | II       |       | [ 10 ] |
| 10   | Joseph Lyons     | Joseph Lyons (1879-1939) Wilmot (Tas)                                                                                      | 6 janvier 1932    | 7 avril 1939 (mort en fonction)     | 7 ans, 3 mois et 1 jour    | United Australia (Coalition) | —                        | III      |       | [ 10 ] |
| 10   | Joseph Lyons     | Joseph Lyons (1879-1939) Wilmot (Tas)                                                                                      | 6 janvier 1932    | 7 avril 1939 (mort en fonction)     | 7 ans, 3 mois et 1 jour    | United Australia (Coalition) | 1937                     | IV       |       | [ 10 ] |
| 11   | Earle Page       | Earle Page (1880-1961) Cowper (NSW)                                                                                        | 7 avril 1939      | 26 avril 1939                       | 19 jours                   |                              | Country (Coalition)      | —        | •     | [ 11 ] |
| 12   | Robert Menzies   | Robert Menzies (1894-1978) Kooyong (Vic)                                                                                   | 26 avril 1939     | 29 août 1941                        | 2 ans, 4 mois et 3 jours   |                              | United Australia         | —        | I     | [ 12 ] |
| 12   | Robert Menzies   | Robert Menzies (1894-1978) Kooyong (Vic)                                                                                   | 26 avril 1939     | 29 août 1941                        | 2 ans, 4 mois et 3 jours   | United Australia (Coalition) | II                       | —        |       | [ 12 ] |
| 12   | Robert Menzies   | Robert Menzies (1894-1978) Kooyong (Vic)                                                                                   | 26 avril 1939     | 29 août 1941                        | 2 ans, 4 mois et 3 jours   | United Australia (Coalition) | 1940                     | III      |       | [ 12 ] |
| 13   | Arthur Fadden    | Arthur Fadden (1894-1973) Darling Downs (Qld)                                                                              | 29 août 1941      | 7 octobre 1941                      | 1 mois et 8 jours          |                              | Country (Coalition)      | —        | •     | [ 13 ] |
| 14   | John Curtin      | John Curtin (1885-1945) Fremantle (WA)                                                                                     | 7 octobre 1941    | 5 juillet 1945 (mort en fonction)   | 3 ans, 8 mois et 28 jours  |                              | Travailliste             | —        | I     | [ 14 ] |
| 14   | John Curtin      | John Curtin (1885-1945) Fremantle (WA)                                                                                     | 7 octobre 1941    | 5 juillet 1945 (mort en fonction)   | 3 ans, 8 mois et 28 jours  | 1943                         | Travailliste             | II       |       | [ 14 ] |
| 15   | Frank Forde      | Frank Forde (1890-1983) Capricornia (Qld)                                                                                  | 5 juillet 1945    | 13 juillet 1945                     | 8 jours                    |                              | Travailliste             | —        | •     | [ 15 ] |
| 16   | Ben Chifley      | Ben Chifley (1885-1951) Macquarie (NSW)                                                                                    | 13 juillet 1945   | 19 décembre 1949                    | 4 ans, 5 mois et 6 jours   |                              | Travailliste             | —        | I     | [ 16 ] |
| 16   | Ben Chifley      | Ben Chifley (1885-1951) Macquarie (NSW)                                                                                    | 13 juillet 1945   | 19 décembre 1949                    | 4 ans, 5 mois et 6 jours   | 1946                         | Travailliste             | II       |       | [ 16 ] |
| (12) | Robert Menzies   | Robert Menzies (1894-1978) Kooyong (Vic)                                                                                   | 19 décembre 1949  | 26 janvier 1966                     | 16 ans, 1 mois et 7 jours  |                              | Libéral (Coalition)      | 1949     | IV    | [ 12 ] |
| (12) | Robert Menzies   | Robert Menzies (1894-1978) Kooyong (Vic)                                                                                   | 19 décembre 1949  | 26 janvier 1966                     | 16 ans, 1 mois et 7 jours  | 1951                         | Libéral (Coalition)      | V        |       | [ 12 ] |
| (12) | Robert Menzies   | Robert Menzies (1894-1978) Kooyong (Vic)                                                                                   | 19 décembre 1949  | 26 janvier 1966                     | 16 ans, 1 mois et 7 jours  | 1954                         | Libéral (Coalition)      | VI       |       | [ 12 ] |
| (12) | Robert Menzies   | Robert Menzies (1894-1978) Kooyong (Vic)                                                                                   | 19 décembre 1949  | 26 janvier 1966                     | 16 ans, 1 mois et 7 jours  | 1955                         | Libéral (Coalition)      | VII      |       | [ 12 ] |
| (12) | Robert Menzies   | Robert Menzies (1894-1978) Kooyong (Vic)                                                                                   | 19 décembre 1949  | 26 janvier 1966                     | 16 ans, 1 mois et 7 jours  | 1958                         | Libéral (Coalition)      | VIII     |       | [ 12 ] |
| (12) | Robert Menzies   | Robert Menzies (1894-1978) Kooyong (Vic)                                                                                   | 19 décembre 1949  | 26 janvier 1966                     | 16 ans, 1 mois et 7 jours  | 1961                         | Libéral (Coalition)      | IX       |       | [ 12 ] |
| (12) | Robert Menzies   | Robert Menzies (1894-1978) Kooyong (Vic)                                                                                   | 19 décembre 1949  | 26 janvier 1966                     | 16 ans, 1 mois et 7 jours  | 1963                         | Libéral (Coalition)      | X        |       | [ 12 ] |
| 17   | Harold Holt      | Harold Holt (1908-1967) Higgins (Vic)                                                                                      | 26 janvier 1966   | 17 décembre 1967 (mort en fonction) | 1 an, 10 mois et 21 jours  |                              | Libéral (Coalition)      | —        | I     | [ 17 ] |
| 17   | Harold Holt      | Harold Holt (1908-1967) Higgins (Vic)                                                                                      | 26 janvier 1966   | 17 décembre 1967 (mort en fonction) | 1 an, 10 mois et 21 jours  | 1966                         | Libéral (Coalition)      | II       |       | [ 17 ] |
| 18   | John McEwen      | John McEwen (1900-1980 Murray (Vic)                                                                                        | 17 décembre 1967  | 10 janvier 1968                     | 24 jours                   |                              | Country (Coalition)      | —        | •     | [ 18 ] |
| 19   | John Gorton      | John Gorton (1911-2002) Higgins (Vic)                                                                                      | 10 janvier 1968   | 10 mars 1971                        | 3 ans et 2 mois            |                              | Libéral (Coalition)      | —        | I     | [ 20 ] |
| 19   | John Gorton      | John Gorton (1911-2002) Higgins (Vic)                                                                                      | 10 janvier 1968   | 10 mars 1971                        | 3 ans et 2 mois            | 1969                         | Libéral (Coalition)      | II       |       | [ 20 ] |
| 20   | William McMahon  | William McMahon (1908-1988) Lowe (NSW)                                                                                     | 10 mars 1971      | 5 décembre 1972                     | 11 mois et 25 jours        |                              | Libéral (Coalition)      | —        | •     | [ 21 ] |
| 21   | Gough Whitlam    | Gough Whitlam (1916-2014) Werriwa (NSW)                                                                                    | 5 décembre 1972   | 11 novembre 1975 (destitué)         | 2 ans, 11 mois et 6 jours  |                              | Travailliste             | 1972     | I     | [ 22 ] |
| 21   | Gough Whitlam    | Gough Whitlam (1916-2014) Werriwa (NSW)                                                                                    | 5 décembre 1972   | 11 novembre 1975 (destitué)         | 2 ans, 11 mois et 6 jours  | —                            | Travailliste             | II       |       | [ 22 ] |
| 21   | Gough Whitlam    | Gough Whitlam (1916-2014) Werriwa (NSW)                                                                                    | 5 décembre 1972   | 11 novembre 1975 (destitué)         | 2 ans, 11 mois et 6 jours  | 1974                         | Travailliste             | III      |       | [ 22 ] |
| 22   | Malcolm Fraser   | Malcolm Fraser (1930-2015) Wannon (Vic)                                                                                    | 11 novembre 1975  | 11 mars 1983                        | 7 ans et 4 mois            |                              | Libéral (Coalition)      | —        | I     | [ 23 ] |
| 22   | Malcolm Fraser   | Malcolm Fraser (1930-2015) Wannon (Vic)                                                                                    | 11 novembre 1975  | 11 mars 1983                        | 7 ans et 4 mois            | 1975                         | Libéral (Coalition)      | II       |       | [ 23 ] |
| 22   | Malcolm Fraser   | Malcolm Fraser (1930-2015) Wannon (Vic)                                                                                    | 11 novembre 1975  | 11 mars 1983                        | 7 ans et 4 mois            | 1977                         | Libéral (Coalition)      | III      |       | [ 23 ] |
| 22   | Malcolm Fraser   | Malcolm Fraser (1930-2015) Wannon (Vic)                                                                                    | 11 novembre 1975  | 11 mars 1983                        | 7 ans et 4 mois            | 1980                         | Libéral (Coalition)      | IV       |       | [ 23 ] |
| 23   | Bob Hawke        | Bob Hawke (1929-2019) Wills (Vic)                                                                                          | 11 mars 1983      | 20 décembre 1991                    | 8 ans, 9 mois et 9 jours   |                              | Travailliste             | 1983     | I     | [ 24 ] |
| 23   | Bob Hawke        | Bob Hawke (1929-2019) Wills (Vic)                                                                                          | 11 mars 1983      | 20 décembre 1991                    | 8 ans, 9 mois et 9 jours   | 1984                         | Travailliste             | II       |       | [ 24 ] |
| 23   | Bob Hawke        | Bob Hawke (1929-2019) Wills (Vic)                                                                                          | 11 mars 1983      | 20 décembre 1991                    | 8 ans, 9 mois et 9 jours   | 1987                         | Travailliste             | III      |       | [ 24 ] |
| 23   | Bob Hawke        | Bob Hawke (1929-2019) Wills (Vic)                                                                                          | 11 mars 1983      | 20 décembre 1991                    | 8 ans, 9 mois et 9 jours   | 1990                         | Travailliste             | IV       |       | [ 24 ] |
| 24   | Paul Keating     | Paul Keating (né en 1944) Blaxland (NSW)                                                                                   | 20 décembre 1991  | 11 mars 1996                        | 4 ans, 2 mois et 20 jours  |                              | Travailliste             | —        | I     | [ 25 ] |
| 24   | Paul Keating     | Paul Keating (né en 1944) Blaxland (NSW)                                                                                   | 20 décembre 1991  | 11 mars 1996                        | 4 ans, 2 mois et 20 jours  | 1993                         | Travailliste             | II       |       | [ 25 ] |
| 25   | John Howard      | John Howard (né en 1939) Bennelong (NSW)                                                                                   | 11 mars 1996      | 3 décembre 2007                     | 11 ans, 8 mois et 22 jours |                              | Libéral (Coalition)      | 1996     | I     | [ 26 ] |
| 25   | John Howard      | John Howard (né en 1939) Bennelong (NSW)                                                                                   | 11 mars 1996      | 3 décembre 2007                     | 11 ans, 8 mois et 22 jours | 1998                         | Libéral (Coalition)      | II       |       | [ 26 ] |
| 25   | John Howard      | John Howard (né en 1939) Bennelong (NSW)                                                                                   | 11 mars 1996      | 3 décembre 2007                     | 11 ans, 8 mois et 22 jours | 2001                         | Libéral (Coalition)      | III      |       | [ 26 ] |
| 25   | John Howard      | John Howard (né en 1939) Bennelong (NSW)                                                                                   | 11 mars 1996      | 3 décembre 2007                     | 11 ans, 8 mois et 22 jours | 2004                         | Libéral (Coalition)      | IV       |       | [ 26 ] |
| 26   | Kevin Rudd       | Kevin Rudd (né en 1957) Griffith (Qld)                                                                                     | 3 décembre 2007   | 24 juin 2010                        | 2 ans, 6 mois et 21 jours  |                              | Travailliste             | 2007     | I     | [ 27 ] |
| 27   | Julia Gillard    | Julia Gillard (née en 1961) Lalor (Vic)                                                                                    | 24 juin 2010      | 27 juin 2013                        | 3 ans et 3 jours           |                              | Travailliste             | —        | I     | [ 28 ] |
| 27   | Julia Gillard    | Julia Gillard (née en 1961) Lalor (Vic)                                                                                    | 24 juin 2010      | 27 juin 2013                        | 3 ans et 3 jours           | 2010                         | Travailliste             | II       |       | [ 28 ] |
| (26) | Kevin Rudd       | Kevin Rudd (né en 1957) Griffith (Qld)                                                                                     | 27 juin 2013      | 18 septembre 2013                   | 2 mois et 22 jours         |                              | Travailliste             | —        | II    | [ 27 ] |
| 28   | Tony Abbott      | Tony Abbott (né en 1957) Warringah (NSW)                                                                                   | 18 septembre 2013 | 15 septembre 2015                   | 1 an, 11 mois et 28 jours  |                              | Libéral (Coalition)      | 2013     | •     | [ 29 ] |
| 29   | Malcolm Turnbull | Malcolm Turnbull (né en 1954) Wentworth (NSW)                                                                              | 15 septembre 2015 | 24 août 2018                        | 2 ans, 11 mois et 9 jours  |                              | Libéral (Coalition)      | —        | I     | [ 30 ] |
| 29   | Malcolm Turnbull | Malcolm Turnbull (né en 1954) Wentworth (NSW)                                                                              | 15 septembre 2015 | 24 août 2018                        | 2 ans, 11 mois et 9 jours  | 2016                         | Libéral (Coalition)      | II       |       | [ 30 ] |
| 30   | Scott Morrison   | Scott Morrison (né en 1968) Cook (NSW)                                                                                     | 24 août 2018      | 23 mai 2022                         | 3 ans, 8 mois et 29 jours  |                              | Libéral (Coalition)      | —        | I     | [ 31 ] |
| 30   | Scott Morrison   | Scott Morrison (né en 1968) Cook (NSW)                                                                                     | 24 août 2018      | 23 mai 2022                         | 3 ans, 8 mois et 29 jours  | 2019                         | Libéral (Coalition)      | II       |       | [ 31 ] |
| 31   | Anthony Albanese | Anthony Albanese (né en 1963) Grayndler (NSW)                                                                              | 23 mai 2022       | en cours                            | 3 ans, 2 mois et 11 jours  |                              | Travailliste             | 2022     | I     | [ 32 ] |
| 31   | Anthony Albanese | Anthony Albanese (né en 1963) Grayndler (NSW)                                                                              | 23 mai 2022       | en cours                            | 3 ans, 2 mois et 11 jours  | 2025                         | Travailliste             | II       |       | [ 32 ] |

## Observations générales
- Quatre Premiers ministres ont changé de parti avant, pendant ou après leur mandat : Joseph Cook (membre du Parti pour le libre-échange jusqu'en 1909), Chris Watson (après son mandat il rejoint le Parti travailliste national puis le Parti nationaliste), Billy Hughes (membre du Parti travailliste au début de son mandat, il rejoint le Parti travailliste national puis le Parti nationaliste pendant son mandat, avant de rejoindre le Parti australien puis le United Australia Party après la fin de son mandat) et enfin Joseph Lyons (membre auparavant du Parti travailliste avant de rejoindre le United Australia Party).
- Robert Menzies et Kevin Rudd ont effectué deux mandats non consécutifs, tandis qu'Alfred Deakin et Andrew Fisher ont effectué trois mandats non consécutifs[33].
- Trois Premiers ministres sont morts en fonction : Joseph Lyons (1939), John Curtin (1945) et Harold Holt (1966)[34].
- Julia Gillard est la seule femme à être devenue Première ministre.
- Robert Menzies est le Premier ministre qui est resté le plus longtemps en fonction consécutivement (16 ans et 1 mois)[35].
- Frank Forde est le Premier ministre qui est resté le moins longtemps en fonction (7 jours)[36].
- Gough Whitlam est le seul Premier ministre à avoir été destitué par le gouverneur général lors de la crise constitutionnelle de 1975[37].
- Sept anciens Premiers ministres sont encore en vie : Paul Keating, John Howard, Kevin Rudd, Julia Gillard, Tony Abbott, Malcolm Turnbull et Scott Morrison.